# Johannes Biermann (Rechtswissenschaftler)
Johannes Gottlieb Wilhelm Biermann (* 11. Juni 1863 in Berlin; † 16. Juni 1915 bei Łukawiec, Galizien) war ein deutscher Rechtswissenschaftler. Er lehrte an den Universitäten Gießen und Halle.

## Leben
Als Sohn des Portraitmalers und Kunstakademieprofessors Gottlieb Biermann wuchs Johannes Biermann in Berlin auf. Nach dem Besuch des Wilhelms-Gymnasiums studierte er an den Universitäten Berlin und Tübingen Jura. Zusammen mit Max Rötger gehörte er 1881 zu den Gründungsburschen der Berliner Landsmannschaft Guilelmia. Mit einer Arbeit über Das Constitutum possessorium wurde er 1885 in Berlin zum Dr. iur. promoviert. Nach dem Referendariat und zweiten Staatsexamen war er von 1889 bis 1894 Gerichtsassessor in Berlin. Biermann habilitierte sich 1890 in Berlin mit der (seinem Lehrer Heinrich Dernburg gewidmeten) Schrift Traditio ficta.
Er lehrte ihn Berlin ab 1893 als Titularprofessor, ab 1895 als besoldeter außerordentlicher Professor für Zivilrecht. 1896 wurde er Ordinarius für römisches und deutsches bürgerliches Recht sowie Zivilprozessrecht an der Universität Gießen, deren Rektor er 1910/11 war. 1912 folgte er dem Ruf nach Halle (Saale) auf das Ordinariat für Römisches und Bürgerliches Recht. Als Mitglied der Nationalliberalen Partei gehörte er der Stadtverordnetenversammlung von Halle an.
Biermann war seit 1893 mit Emma Dernburg, einer Tochter des Publizisten Friedrich Dernburg und Nichte von Heinrich Dernburg, verheiratet.
Johannes Biermann meldete sich mit Beginn des Ersten Weltkriegs als Freiwilliger zum Kriegseinsatz. Nach einer Verwundung im Dezember 1914 und der Auszeichnung mit dem Eisernen Kreuz II. Klasse kehrte er im März 1915 als Hauptmann der Reserve und Bataillonskommandeur im Reserve-Infanterie-Regiment Nr. 232 an die Ostfront zurück. Dort erlitt er drei Monate später bei den Kämpfen um Lemberg erneut eine schwere Verwundung, an der er starb.

## Werke
- Traditio ficta. Ein Beitrag zum heutigen Civilrecht auf geschichtlicher Grundlage. Habilitationsschrift, Enke, Stuttgart, 1891
- Privatrecht und Polizei in Preussen. J. Springer, Berlin 1897
- Das Sachenrecht des Bürgerlichen Gesetzbuchs. Heymann, Berlin 1898
- mit Paul Oertmann et al.: Commentar zum Bürgerlichen Gesetzbuche und seinen Nebengesetz. Heymann, Berlin 1898
- Widerspruch und Vormerkung nach deutschem Grundbuchrecht. Fischer, Jena 1901
- Die öffentlichen Sachen. Von Münchow, Gießen 1905
- Bürgerliches Recht, Müller, Berlin 1908.
- Die Gründe der Zweifelhaftigkeit rechtlicher Ergebnisse. Von Münchow, Gießen 1911